# Pavlič
Pavlič je 38. najbolj pogost priimek v Sloveniji, ki ga je po podatkih Statističnega  urada Republike Slovenije na dan 31. decembra 2007 uporbljalo 1.991 oseb, na dan 1. januarja 2010  pa 1.966 oseb. 

## Znani nosilci priimka
- Alenka Pavlič (*1962), inženirka elektrotehnike, ekonomistka in političarka
- Alojzij Pavlič (*1953), policist in pravnik, veteran
- Andrej Pavlič (*1957), slikar, likovni pedagog
- Andrej Pavlič, bibliotekar (MS)
- Anton Pavlič (1848—?), slikar, podobar
- Anton Pavlič - Čif, plezalec, alpinist
- Bošjan Pavlič, inovator in urar
- Breda Pavlič (*1946), komunikologinja, funkcionarka UNESCO
- Brigita Pavlič (1962—2023), etnologinja, producentka koncertov klasične glasbe, kulturna menedžerka v Mariboru
- Darja Pavlič, literarna zgodovinarka in komparativistka, prof. FF UL
- Dušan Pavlič (1919—1965), jezikoslovec anglist, pedagog
- Franci Pavlič (1965—2005), misijonar v Boliviji
- Franjo Pavlič (1899?—1990?), zdravnik
- Gregor Pavlič (*1954), matematik in pedagog
- Hinko Pavlič (1874—1962), delavski aktivist in urednik
- Ignac Pavlič (1881—?), zdravnik, direktor bolnišnice v NM
- Irena Pavlič (1934—2022), narodna delavka in urednica (v Porabju)
- Irena Pavlič, arhitektka
- Ivan Pavlič (1893—po? 1982), ljudski pesnik
- Jakob Peregrin Pavlič (Paulitsch) (1751—1827), krški (celovški) škof
- Jana Pavlič (*1962), dramaturginja, esejistka, pisateljica, publicistka in prevajalka
- Januš Pavlič (*1984), hokejist
- Jožef Pavlič (*1951), pesnik, pisatelj/publicist, urednik
- Jure Pavlič (*1963), kolesar
- Katja Pavlič Škerjanc, latinistka
- Lojze Pavlič (1895—?), politik, poslanec
- Lorena Pavlič, cineastka
- Marica Pavlič (1927—2025), biologinja, sodelavka Inštituta za biofiziko MF
- Marko Pavlič (*1993), kolesar
- Martin Pavlič (1894—1979), pravnik, partizan, novinar
- Matej Pavlič, modelar, publicist, urednik revije Življenje in tehnika
- Matej Pavlič, cerkveni pravnik
- Matic Pavlič, jezikoslovec (dr.)
- Micka Pavlič (1821—1891), podobarka
- Miloš Pavlič (1923—2014), biokemik, univerzitetni profesor
- Niko Pavlič? (Nikolaj Paulič) (1921—1982?), turistični delavec
- Peter Pavlič (1912—1991), gospodarski strokovnjak
- Rado Pavlič (188#?—1935), gimnazijski prof., direktor
- Slavica Pavlič (1929—2020), zgodovinarka šolstva, muzealka
- Stane Pavlič (1914—1996), pravnik, politik, diplomat, ustavni sodnik
- Tadeja Pavlič, plesalka
- Tanja Pavlič, plesalka, koreografinja
- Terezija Pavlič (1934—2024), misijonarka na Madagaskarju
- Vesna Pavlič Pivk, sodnica